# Julie Schmidt-Scherer
Julie Schmidt-Scherer (født 18. februar 1984) er en dansk atlet.
Julie Schmidt-Scherer er medlem af Sparta Atletik, men var frem til 2001 i Trongårdens IF og Holte Atletik. Hun har vundet adskillige danske mesterskaber, og blev i 2003 nordisk U20 mester på 400 meter.
Hun fik i 2005-2006 et stipendium og løb for University of Oregon i USA. Løb i 2014 også 10 km (37min) og halvmarathon (1t 24min).
Julie Schmidt-Scherer er tvilling med Helena Schmidt-Scherer.

## Internationale ungdomsmesterskaber
- 2003 U20-NM 200 meter 6.plads 24.84
- 2003 U20-NM 400 meter  Guld 54.97
- 2008: 400m 54.13
- 2008: 200m: 24.12
- 2008: Længdespring: 5.77

## Danske mesterskaber
- Sølv 2007 Længdespring 5.69
- Guld 2007 200 meter 24.61
- Bronze 2004 400 meter 56.12
- Guld 2004 400 meter inde 55.94
- Guld 2004 200 meter inde 24.86
- Sølv 2003 200 meter 24.45
- Bronze 2003 400 meter inde 56.14
- Sølv 2003 200 meter inde 25.13

## Personlige rekorder
- 200 meter: 24,12 2008
- 400 meter: 54,13 2008
- 400 meter hæk 62,94 2009